# Japan Punch
Japan Punch va ser una revista de còmic satírica i diari que va ser escrit, il·lustrat i publicat, pel dibuixant i pintor anglès Charles Wirgman del 1862 al 1887. La publicació reflecteix el context social de bakamatsu Yokohama i sovint representa les frustracions que van emergir de conflictes entre la política domèstica japonesa i la vida primerenca als assentaments estrangers al Japó. Va utilitzar el còmic per comentar i criticar el panorama polític i mediàtic de les qüestions socials i polítiques de l'Era Meiji.

## Història
Wirgman va publicar Japan Punch durant 25 anys, de 1862 a 1887. Tot i que la publicació va iniciar la publicació el 1862, se sap que se'n van imprimir un total de 64 pàgines aquell any, però el nombre de volums no és clar. Per tant, es determina que la revista es va publicar per primera vegada de manera irregular fins al 1865 quan va començar a publicar números mensualment, ja que la revista va començar a guanyar popularitat entre els estrangers. Es creu que la irregularitat del Punch es va deure a l'estat de la qüestió entre 1862 i 1865, en què el govern va amenaçar amb castigar els qui publicaven contingut que difamava o ridiculitzà als altres, provocant una breu suspensió de la publicació.
D'altra banda, alguns crítics com John Clark atribueixen aquesta irregularitat a esdeveniments importants ocorreguts a la vida personal de Wirgman. Clark suggereix que Wirgman es va casar i va comprar una casa durant aquest temps i fins i tot va viatjar de tornada a Anglaterra per arreglar alguns objectius financers o fins comercials. Wirgman també va deixar constància del seu permís al Punch quan va exposar-lo a través d'alguns dels seus còmis que mostraven a una multitud que l'enviava i que implicava la seva destinació, Londres. El 1865, va ressuscitar el Punch atribuint la seva absència i marcant el seu retorn al fracàs a la recerca de la veritat. A continuació, Wirgman va mantenir un ritme regular d'uns deu a dotze números anuals fins al final de la publicació. També va ampliar els límits de Punch des de criticar la premsa mediàtica i satiritzar la societat local fins a centrar-se i revelar la irracionalitat i les qüestions de la vida del tractat portuari, criticant les deficiències humanes de cobdícia i egocentrisme i la política domèstica que gira entorn de la guerra civil japonesa i la restauració Meiji.
Wirgman va publicar més de 200 números de la revista, on cada número consta d'unes 10 pàgines i ha utilitzat diverses tècniques japoneses. Es va produir principalment mitjançant la impressió de taulell de fusta al washi de paper japonès, però també es va utilitzar la litografia a partir del 1883 i es va fer també l'estil de costura japonès.
El títol de la publicació rep el nom i fa al·lusió a la versió original britànica o equivalent, el Punch (The London Charivari) on "Punch" és l'abreviatura per a "Punchinello" del tradicional espectacle de titelles Punch and Judy. A la portada del número de debut del Japó Punch hi havia la mascota original del punch britànic, un titella de mà grinyola coneguda com a "Mr Punch" per mostrar la seva afiliació o relació amb l'original. L'impuls per a la creació o l'existència del Japó Punch s'atribueix generalment al seu escrutini dels membres de la premsa de Yokohama i a les seves opinions imperioses. Un gran diari de l'assentament, l'amenaça del Japó Herald de "castigar cap caràcter gentil" cap a aquells que van destacar documents circulars va provocar que Wirgman els respongués i els critiqués a través de la seva sèrie de dibuixos en el punxó del Japó, tal com es mostra en el contingut de la publicació al primer any on les seves pàgines es van omplir d'atacs i paròdies de l'estil editorial del principal diari de l'assentament i del seu editor, Albert Hansard.